# ビュイック・マスターシックス
ビュイック・マスターシックス (Buick Master Six) は1925年から1928年にかけてGMのビュイックディビジョンで製造・販売していた高級乗用車である。これ以前は、ビュイックは高級車に6気筒エンジン242、低価格車に4気筒エンジンを搭載していたが、1925年に4気筒エンジンを廃止して小型の6気筒エンジンを設計した。ビュイックではこれを「スタンダード6」と呼び、4気筒エンジンを置き換えた。そして、前年にリリースした6気筒エンジン255を搭載した高級車に「マスターシックス」という名前を与えた。
ビュイックは1916年から1924年まで6気筒エンジン車を「ビュイック6」というブランドで販売していたが、1925年に4気筒エンジンを廃止して全て6気筒エンジン車になったことから「スタンダード6」と「マスター6」に改めた。マスター6は、1929年にシリーズ121および129に、さらに1930年にはシリーズ40に名称変更された。どのモデルもボディスタイルを複数用意し、直列6気筒エンジンを搭載していた。1926年以降は新たに確立されたGM Bプラットフォームをオールズモビルと共有していた。ビュイックは1910年代から1920年代初頭にかけて主に4気筒エンジン車を生産していたが、徐々に6気筒エンジン車を主力に据えるようになった。ビュイックが最初に6気筒エンジン車を生産したのは1914年で、排気量331立方インチ (5,420 cm3)のエンジンを搭載していた。これは元はレース用エンジンだったものを、シリーズ50として限定生産して使用したものであった。このエンジンは1916年に廃止され、大幅に小型化したシリーズ40エンジンに置き換えられた。排気量は1916年・1917年の224立方インチ (3,670 cm3)に始まり、1918年に242立方インチ (3,970 cm3)、1924年には255立方インチ (4,180 cm3)へと拡大され、1926年から1928年にかけて274立方インチ (4,490 cm3)となった。さらに1929年にシリーズ121および129用に309立方インチ (5,060 cm3)まで拡大されたが、1931年にビュイックが全モデルで直列8気筒エンジンを採用することにしたため6気筒エンジンは廃止された。
マスターシックスは、スタンダードシックスを上回るビュイックのハイエンド車種であった。大阪にあった日本ゼネラル・モータース大阪工場でもノックダウン生産された。より小型のモデル10と並ぶ新規プラットフォームだったが、後にシリーズ50とシリーズ60に置き換えられた。
1916年以降、ビュイックは毎年のようにモデル名を変更していた。1916年にシリーズDとして始まり、1918年にシリーズE、1919年にはシリーズH、1920年にシリーズKと改称された。1921年から1924年にかけては西暦下二桁でモデル名を表すようになり、シリーズ21からシリーズ24となった。シリーズDはボディスタイルを2桁の数字で示すようになっており、44、45、46、および47でそれぞれツーリングカー、ロードスター、セダン、およびクーペを指定できた。シリーズE、H、およびKでもボディスタイルの指定は踏襲されたが、ホイールベースを延長したモデルを表す49、50が追加された。さらにボディスタイルにプルマンサルーン、カントリークラブ、タウンカーが追加されて、1922年に54、55、1923年に41が加わった。1924年には追加はなかった。
1925年以降はシリーズ名がホイールベース長を用いた名称（120、121、および129）に変更された。

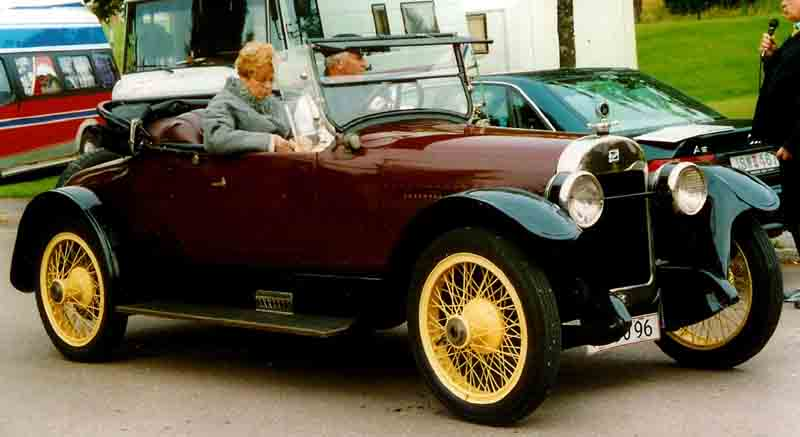
1922年型ビュイック・シリーズ22-54
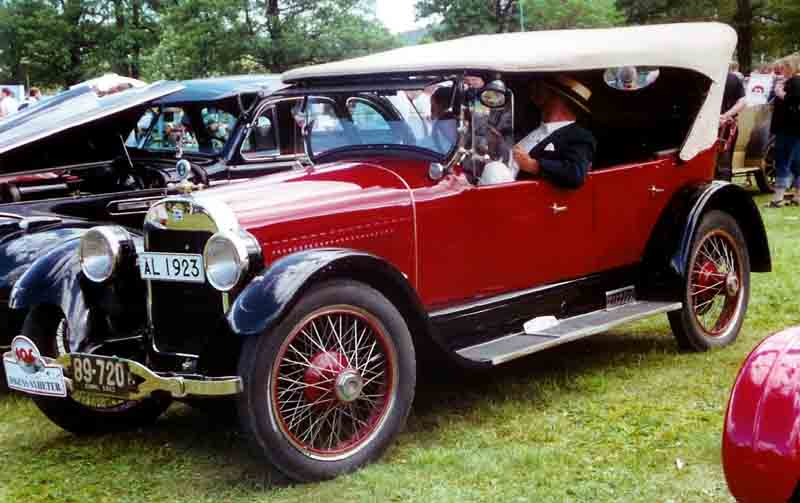
1923年型ビュイック・シリーズ23-55
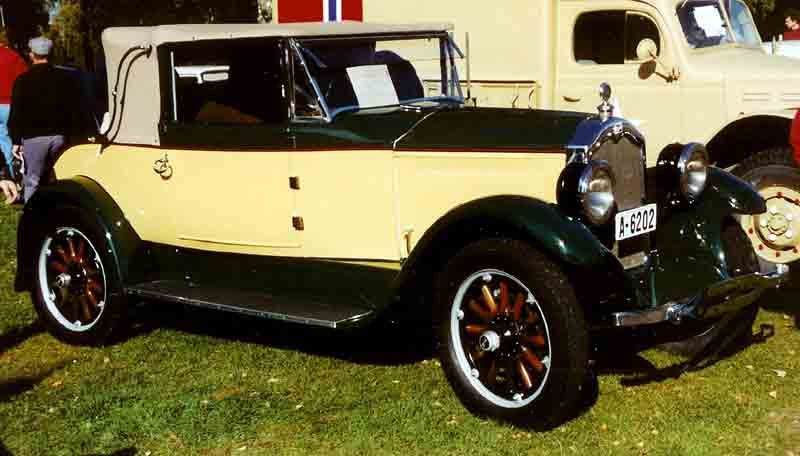
1927年型ビュイック・カブリオレ
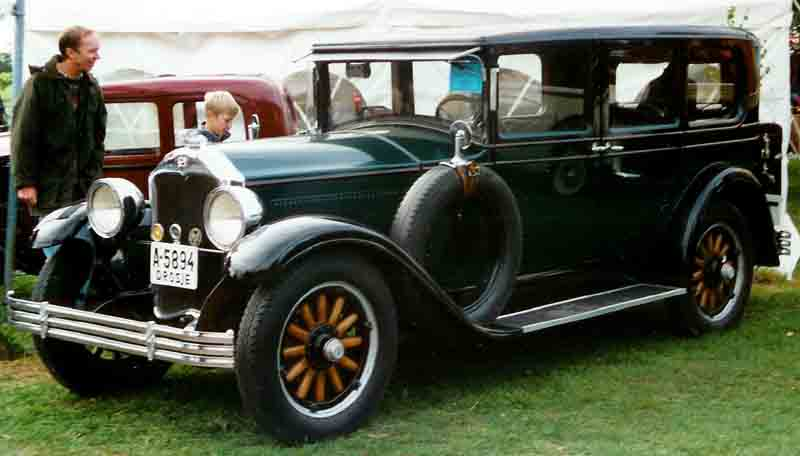
1928年型ビュイック・セダン
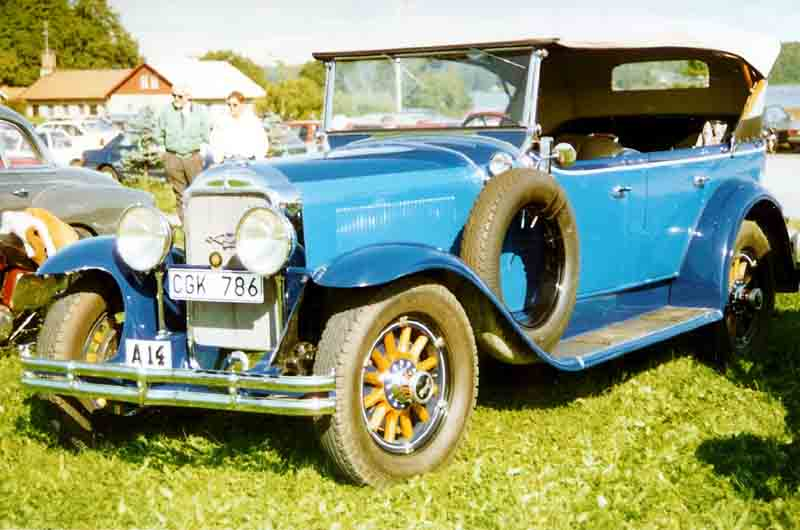
1929年型ビュイック・シリーズ129-49ツーリング・セダン

マスターシックスは、より小型のスタンダードシックスや、シリーズ115、シリーズ116と併売されたが、後にシリーズ40に置き換えられた。